# Savoia-Acaia
Il ramo dei Savoia-Acaia (o Savoia-Acaja) nasce con Filippo (1278 –  1334), figlio di Tommaso III di Savoia, Signore del Piemonte (1250 ca. - 1282) e di Guya di Borgogna, che assume il titolo di Principe di Acaia quando sposa Isabella di Villehardouin (1263 –  1312),  nel 1301, figlia di Guglielmo II di Villehardouin, Principe di Acaia, e termina con il decesso di Ludovico di Savoia-Acaia, nel 1418, privo di eredi legittimi.
Il feudo ebbe come capitale Pinerolo. La  nascita di un figlio naturale, Ludovico, Signore di Racconigi, darà vita al ramo collaterale Savoia-Racconigi.

## Tavola genealogica
|                      |                      |                                                                   |                                                                    |                                                                     |                                                                     |                              |                              | |                           |                           |                          |                          |                                                                             |                                                                             |
|                      |                      |                                                                   |                                                                    |                                                                     |                                                                     |                              |                              | · Ramo principale · Conti di Savoia · Filippo I · 1278-1334 · Signore del Piemonte · 1282-1334 · Principe di Acaia · 1301-1307 |                           |                           |                          |                          |                                                                             |                                                                             |
|                      |                      |                                                                   |                                                                    |                                                                     |                                                                     |                              |                              | |                           |                           |                          |                          |                                                                             |                                                                             |
|                      |                      |                                                                   |                                                                    |                                                                     |                                                                     |                              |                              | |                           |                           |                          |                          |                                                                             |                                                                             |
|                      |                      |                                                                   | Giacomo 1325-1367 Signore del Piemonte 1334-1367 Principe di Acaia | Giacomo 1325-1367 Signore del Piemonte 1334-1367 Principe di Acaia  | Amedeo *? †1376                                                     | Amedeo *? †1376              | Tommaso *1328 †1360          | Tommaso *1328 †1360 | Edoardo * ante 1330 †1395 | Edoardo * ante 1330 †1395 | Aimone * post 1330 †1398 | Aimone * post 1330 †1398 | Anselmo [Lantelmo] *? † post 1369 Signore di Collegno e Altessano Inferiore | Anselmo [Lantelmo] *? † post 1369 Signore di Collegno e Altessano Inferiore |
|                      |                      |                                                                   |                                                                    |                                                                     |                                                                     |                              |                              | |                           |                           |                          |                          |                                                                             |                                                                             |
|                      |                      |                                                                   |                                                                    |                                                                     |                                                                     |                              |                              | |                           |                           |                          |                          |                                                                             |                                                                             |
| Filippo II 1340-1368 | Filippo II 1340-1368 | Amedeo 1363-1402 Signore del Piemonte 1367-1402 Principe di Acaia | Amedeo 1363-1402 Signore del Piemonte 1367-1402 Principe di Acaia  | Ludovico 1366-1418 Signore del Piemonte 1402-1418 Principe di Acaia | Ludovico 1366-1418 Signore del Piemonte 1402-1418 Principe di Acaia | Antonio *? †?                | Antonio *? †?                | |                           |                           |                          |                          | · Ramo Collegno · e Altessano Inferiore · (morganatico)                     | · Ramo Collegno · e Altessano Inferiore · (morganatico)                     |
|                      |                      |                                                                   |                                                                    |                                                                     |                                                                     |                              |                              | |                           |                           |                          |                          |                                                                             |                                                                             |
|                      |                      |                                                                   |                                                                    |                                                                     |                                                                     |                              |                              | |                           |                           |                          |                          |                                                                             |                                                                             |
|                      |                      |                                                                   |                                                                    | Ludovico I 1391-1459 Signore di Racconigi 1414-1459                 | Ludovico I 1391-1459 Signore di Racconigi 1414-1459                 | · Ramo Busca · (morganatico) | · Ramo Busca · (morganatico) | |                           |                           |                          |                          |                                                                             |                                                                             |
|                      |                      |                                                                   |                                                                    |                                                                     |                                                                     |                              |                              | |                           |                           |                          |                          |                                                                             |                                                                             |
|                      |                      |                                                                   |                                                                    |                                                                     |                                                                     |                              |                              | |                           |                           |                          |                          |                                                                             |                                                                             |
|                      |                      |                                                                   |                                                                    | · Ramo Racconigi                                                    |                                                                     |                              |                              | |                           |                           |                          |                          |                                                                             |                                                                             |

## Origini del Principato

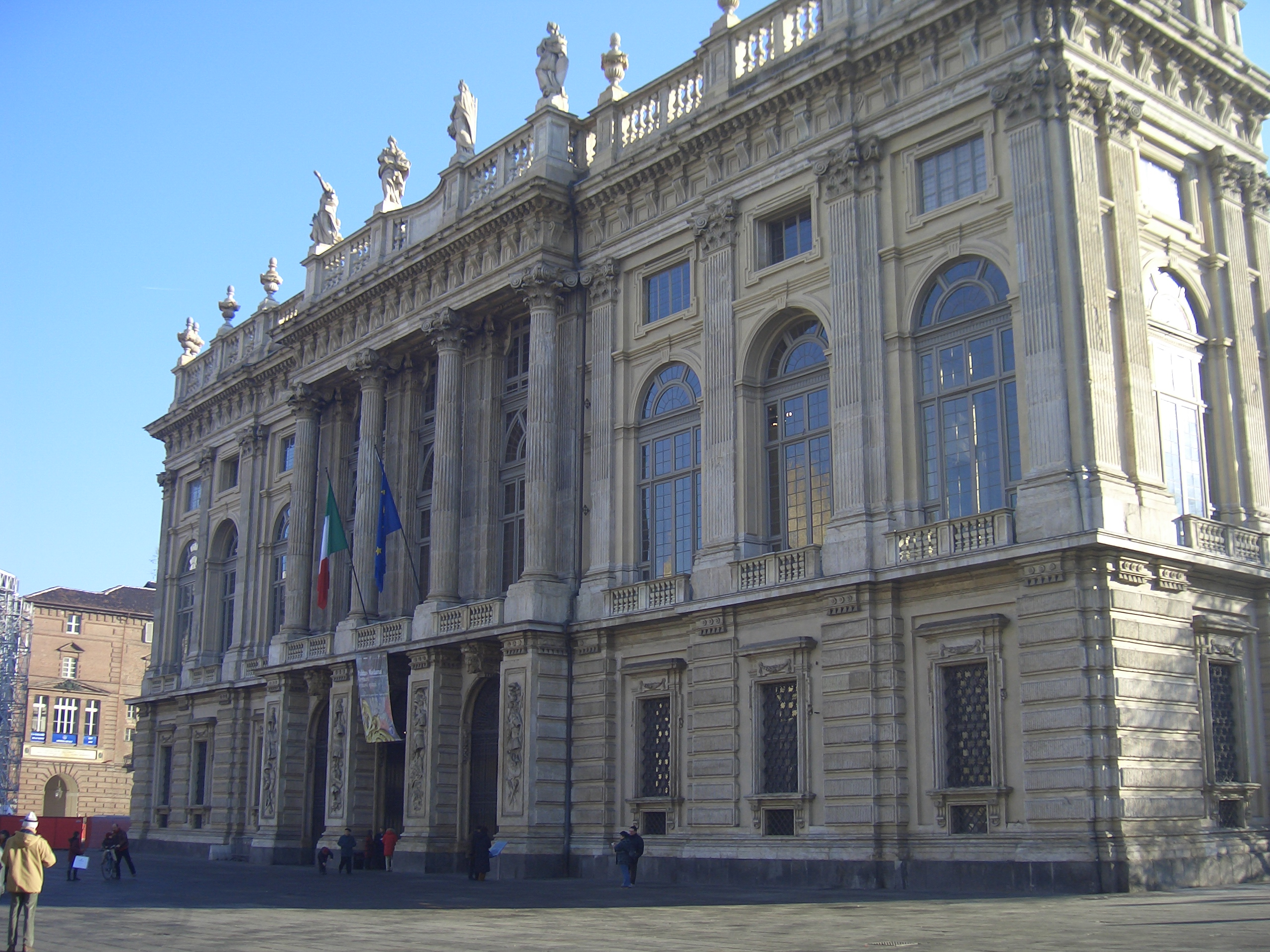
La facciata juvarriana di Palazzo Madama, il cui nome vero sarebbe, appunto, Casaforte degli Acaja.

Il Principato di Acaia era stato creato da Guglielmo di Champlitte dal quale passò al compagno d'armi Goffredo I di Villehardouin durante la Quarta crociata, tenuto in seguito dagli Angiò di Napoli dopo il matrimonio di Isabella di Villehardouin (figlia di Guglielmo II di Villehardouin, figlio a sua volta di Goffredo I) con Filippo, figlio cadetto di Carlo I d'Angiò. Nel 1285 quest'ultimo morì senza eredi, e nel 1289 la sovranità sull'Acaia tornò ad Isabella che sposò in seconde nozze Filippo I di Savoia, figlio di Tommaso III, il quale divenne così Principe di Acaia e dette origine al nome del ramo dei Savoia-Acaia.
L'autonomia di Filippo I di Savoia-Acaia in Piemonte, era stata fortemente limitata dallo zio Amedeo V: col matrimonio orientale egli sperava di ottenere maggiore prestigio. Al contrario delle sue aspettative, però, egli riuscì soltanto a sottomettere Corinto e Patrasso. Sconfortato, rientrò in Piemonte insieme alla moglie e alla figlia Margherita, che era stata tenuta prigioniera con la madre Isabella da Carlo II d'Angiò per rimediare a quella che quest'ultimo riteneva l'usurpazione del titolo di d'Acaia, e per gli screzi sorti tra i Savoia e Carlo in Piemonte meridionale. Filippo dovette cedere il titolo nel 1307, ottenendo da Carlo II d'Angiò il contado di Alba.
In seguito alle lotte sorte nel 1305 in Piemonte per la successione al trono monferrino dopo la morte di Giovanni I, Tommaso di Savoia-Acaia cercò di estendere i suoi precedenti domini piemontesi, che già prima della nomina a signore di Acaia erano abbastanza considerevoli, siti intorno a Pinerolo. Principali mire del principe erano Asti, Chieri e Ivrea.

## Politica di Giacomo di Savoia-Acaia
Nel 1314 anche Fossano entrò a far parte del territorio dei Savoia-Acaia, divenendone la seconda capitale. Alla morte di Filippo, questi volle che gli succedesse il figlio Giacomo, che governò in realtà solo dal 1340.
Unendosi in matrimonio con Sibilla del Balzo, figlia di un generale di Carlo II d'Angiò, Giacomo consolidava i difficili rapporti con i francesi. Assai tesa, invece, rimase la politica con gli altri principati piemontesi, in particolare con Manfredo IV di Saluzzo, con Giovanni II del Monferrato e con Amedeo VI di Savoia.
Dichiarando guerra ai Paleologi, Giacomo occupò Ivrea, scatenando le ire di Amedeo VI, che assediò Fossano nel 1359. Nel 1360 Giacomo venne dichiarato traditore e fatto prigioniero e riuscì a ottenere la libertà solo pagando un ingente riscatto.

## La fine: Amedeo e Ludovico di Savoia-Acaia
Amedeo era il secondogenito di Giacomo e dovette diventare nuovo principe entrando in competizione con il fratello maggiore Filippo II di Savoia-Acaia, che era stato diseredato dal padre.
Rimasto in buoni rapporti con Amedeo VII di Savoia e con Amedeo VIII di Savoia, Amedeo si scontrò con Tommaso III di Saluzzo, facendolo prigioniero, e sottrasse Mondovì a Teodoro II del Monferrato nel 1396.
La morte senza figli di Amedeo fece succedere il fratello Ludovico, che cercò di sanare i rapporti con i Monferrato attraverso un'attenta politica matrimoniale, ma continuando la guerra contro i Saluzzo.
La morte di Ludovico nel 1418 significò la fine della dinastia. Amedeo VIII inglobò i territori dell'Acaia piemontese e Pinerolo cessò di essere capitale. Il figlio naturale di Ludovico, anch'esso di nome Ludovico fu infeudato dal padre del territorio di Racconigi e Migliabruna dando così inizio alla famiglia marchionale dei Savoia-Racconigi.